# Ulica św. Tomasza w Krakowie
Ulica św. Tomasza – ulica w Krakowie, w dzielnicy I Stare Miasto, na Starym Mieście. Łączy plac Szczepański z ulicami: Sławkowską, św. Jana, Floriańską, Szpitalną, św. Krzyża oraz Mikołajską.
Wytyczona na podstawie planu lokacyjnego z 1257, ma skomplikowaną historię swojej nazwy. Poszczególne odcinki ulicy na przestrzeni wieków wielokrotnie zmieniały swoje nazwy od: Hinder sente Stephane oraz In platea retro sanctum Stephanum (na początku XIV w.), poprzez Szpiglarska (Spyglarska), Żydowska, Kącik (zaułek koło św. Jana) zwany też ul. Wąską, Wolbromska, Świnia, Świńska, Świdnicka aż do Różana (w XVIII i XIX wieku). W 1881 Rada Miejska zniosła nazwy poszczególnych odcinków ulicy i nadała całości nazwę ul. św. Tomasza. W latach 1955–1990 ulica nosiła nazwę Ludwika Solskiego.

## Niektóre kamienice
- Gmach Towarzystwa Rolniczego, na rogu placu Szczepańskiego (pl. Szczepański 8) i ul. św. Tomasza 1 – secesyjny budynek zaprojektowany przez Sławomira Odrzywolskiego.
- Kamienica „Badeniowska”, na rogu ulic św. Tomasza i Sławkowskiej 10 – powstała w XVIII wieku z połączenia dwóch kamienic: kamienicy rodziny Badenich (nobilitowanych mieszczan lwowskich) i kamienicy rodziny Darowskich.
- „Grand Hotel”, na rogu ulic św. Tomasza i Sławkowskiej 5–7 – powstał z połączenia dwóch kamienic: Wężykowskiej (nr 5) i Wierzbięcińskiej (nr 7) w połowie XIX w. Kamienica „Wężykowska” – nazwę zawdzięcza właścicielowi z końca XVI w. Brykczemu Wężykowi, który był sekretarzem królewskim. Jednym z właścicieli Kamienicy „Wierzbięcińskiej” był w 2 połowie XVI wieku Maciej Wierzbięta. Prowadził drukarnię, która wydawała dzieła Jana Kochanowskiego, Mikołaja Reja oraz teksty kalwińskie. Obecnie dziedzińce obu kamienic są nakryte szklanym dachem. Wewnątrz znajduje się sala restauracyjna na planie ośmiokąta, nazywana Lustrzaną.
- „Hotel Saski”, na rogu ulic św. Tomasza i Sławkowskiej 3 – powstał z połączenia w latach 20. XIX w. oberży „Pod Królem Węgierskim” (założonej na początku XIX w. na miejscu kościoła i klasztoru bernardynów przy ul. św. Jana) z trzema sąsiednimi kamienicami przy ulicy Sławkowskiej. Po połączeniu kamienice otrzymały jednakowe elewacje (od ul. św. Tomasza, ul. św. Jana i ul. Sławkowskiej). Pierwszym właścicielem hotelu był Maciej Knotz. Hotel obecną nazwę otrzymał w 2 połowie XIX w. od znajdującej się od strony ul. św. Jana Sali Saskiej w której organizowano koncerty i bale. Występowali w niej m.in. Ferenc Liszt, Johannes Brahms i Ignacy Jan Paderewski. Po II wojnie światowej aż do lat 60. XX w. odbywały się w niej przedstawienia Teatru Kameralnego i Teatru „Groteska”.
- Nr 15.
- Nr 17. – w piwnicy XIII-wiecznego budynku ma siedzibę teatr i scena Loch Camelot, w „Zaułku Niewiernego Tomasza” (nazwa nadana przez artystów Lochu).
- Kamienica „Cyrusowska”, na rogu ulic św. Tomasza i Floriańskiej 12 – pochodzi z XVII wieku. W 2009 została odrestaurowana.
- Kamienica Pod Wiewiórką, na rogu ulic św. Tomasza i Floriańskiej 15 – mieściła się tu drukarnia Piotrkowczyków, która rozpoczęła działalność w 1578 i przetrwała do 1674, kiedy została darowana Akademii Krakowskiej z przeznaczeniem na drukarnię akademicką. W kamienicy mieszkał również Rafał Józef Czerwiakowski – lekarz, profesor uniwersytetu. W 1989 na fasadzie budynku umieszczono tablicę z napisem: „Tu żył i zmarł Rafał Józef Czerwiakowski 1743–1816, ojciec chirurgii polskiej”.
- Kamienica „Pod Aniołkami”, na rogu ulic św. Tomasza i Floriańskiej 11 – na jej fasadzie znajduje się płaskorzeźba anioła, zdobi ją attyka. Wewnątrz znajdują się gotyckie i renesansowe kasetonowe stropy, portale, szafy w ścianach, polichromie i wielkie piwnice. W kamienicy tej w 1837 urodził się komediopisarz Michał Bałucki.
- Nr 23. na rogu ul. Szpitalnej 14 – Kościół św. Tomasza Apostoła w Krakowie Wybudowany na miejscu drewnianego budynku zboru braci polskich, zburzonego podczas rozruchów antyprotestanckich 23 maja 1591.
- Nr 24. – w budynku mieści się galeria ZPAF i S-ka, dawniej galeria Okręgu Krakowskiego Związku Polskich Artystów Fotografików.
- Nr 34. – Hotel Campanile, siedziba Konsulatu Generalnego Słowacji w Krakowie (Generálny konzulát v Krakove).
- Nr 43. – gmach Akademii Muzycznej w Krakowie. Budynek wzniesiony w 1924[3] według projektu Ludwika Wojtyczki[4] dla Banku Przemysłowego i Giełdy Towarowo-Pieniężnej. W zmodernizowanym[5] budynku od 2000 mieści się Akademia Muzyczna, jedna z najstarszych uczelni muzycznych w Polsce (założona w 1888).
Do II wojny światowej budynek był własnością Spółki Akcyjnej „Gródek”[3], od 1945 Towarzystwa Gospodarczego „Społem”, następnie w latach 1949–1990 był siedzibą Komitetu Krakowskiego Polskiej Zjednoczonej Partii Robotniczej[6].
- Kamienica Bartynowskich – na rogu ul. św. Krzyża i św. Tomasza.

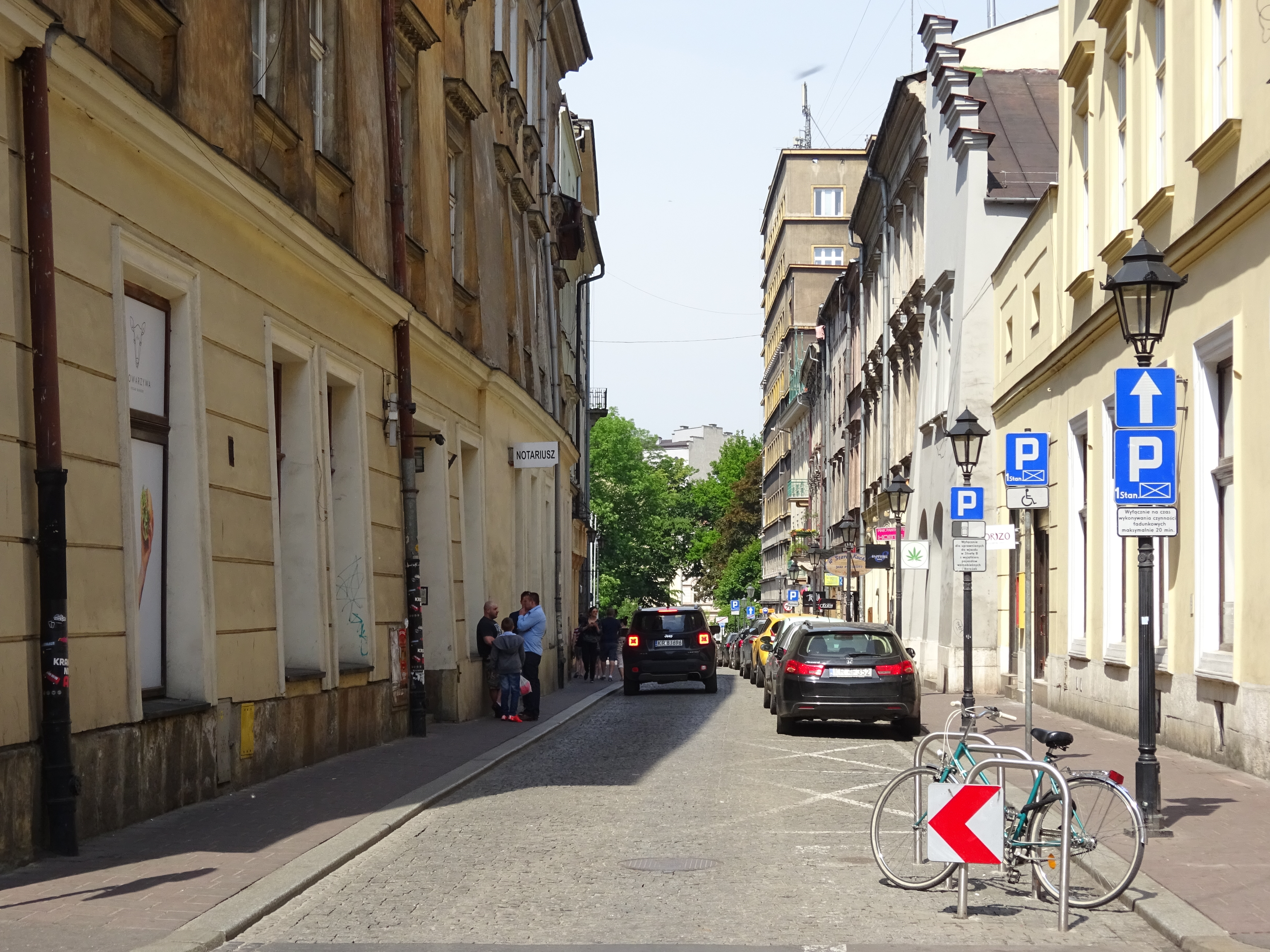
Widok ulicy ze skrzyżowania z ul. Sławkowską na zachód.
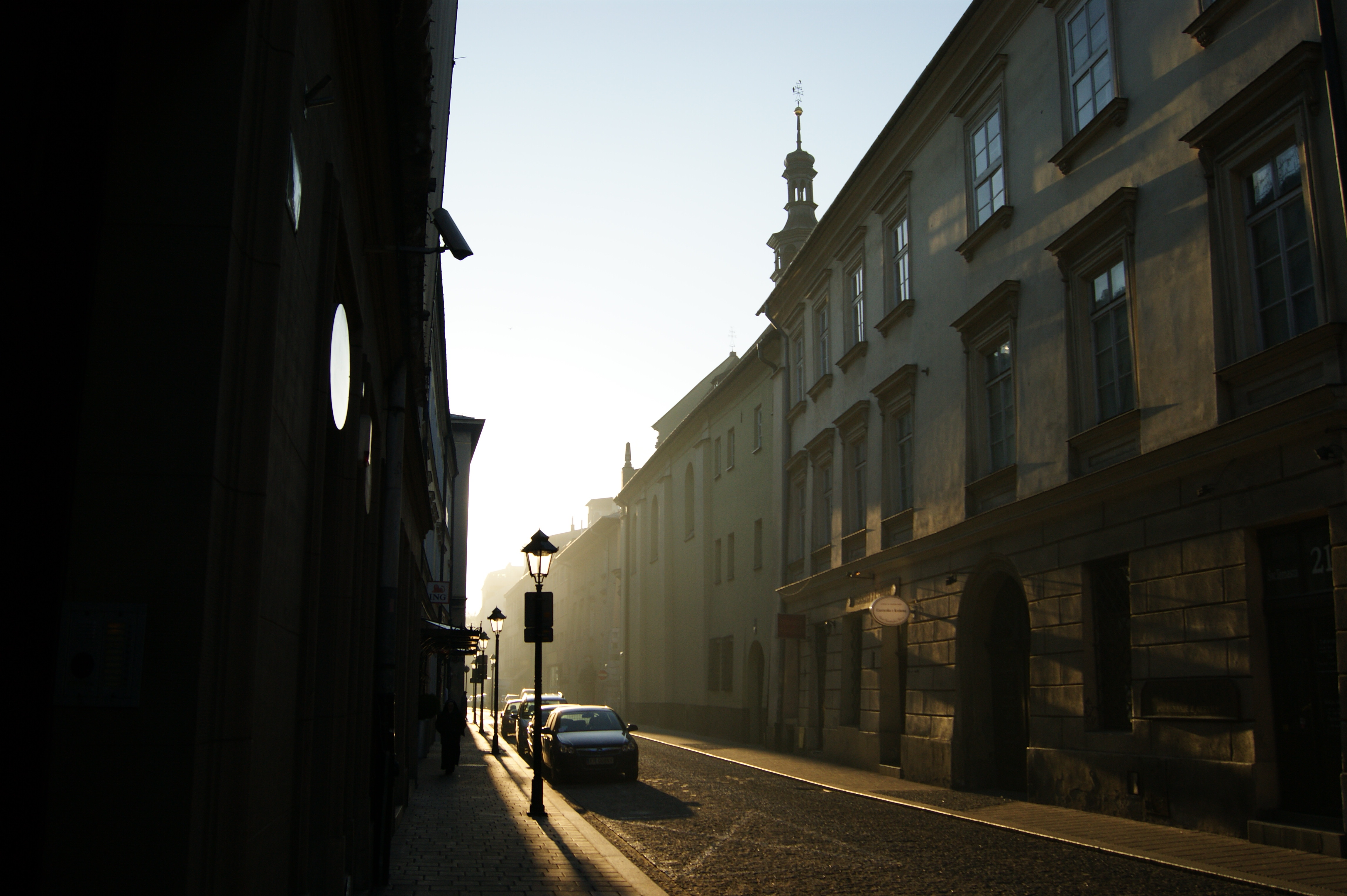
Ulica św. Tomasza, widok ze skrzyżowania z ul. Floriańską na wschód. Po prawej kościół św. Tomasza
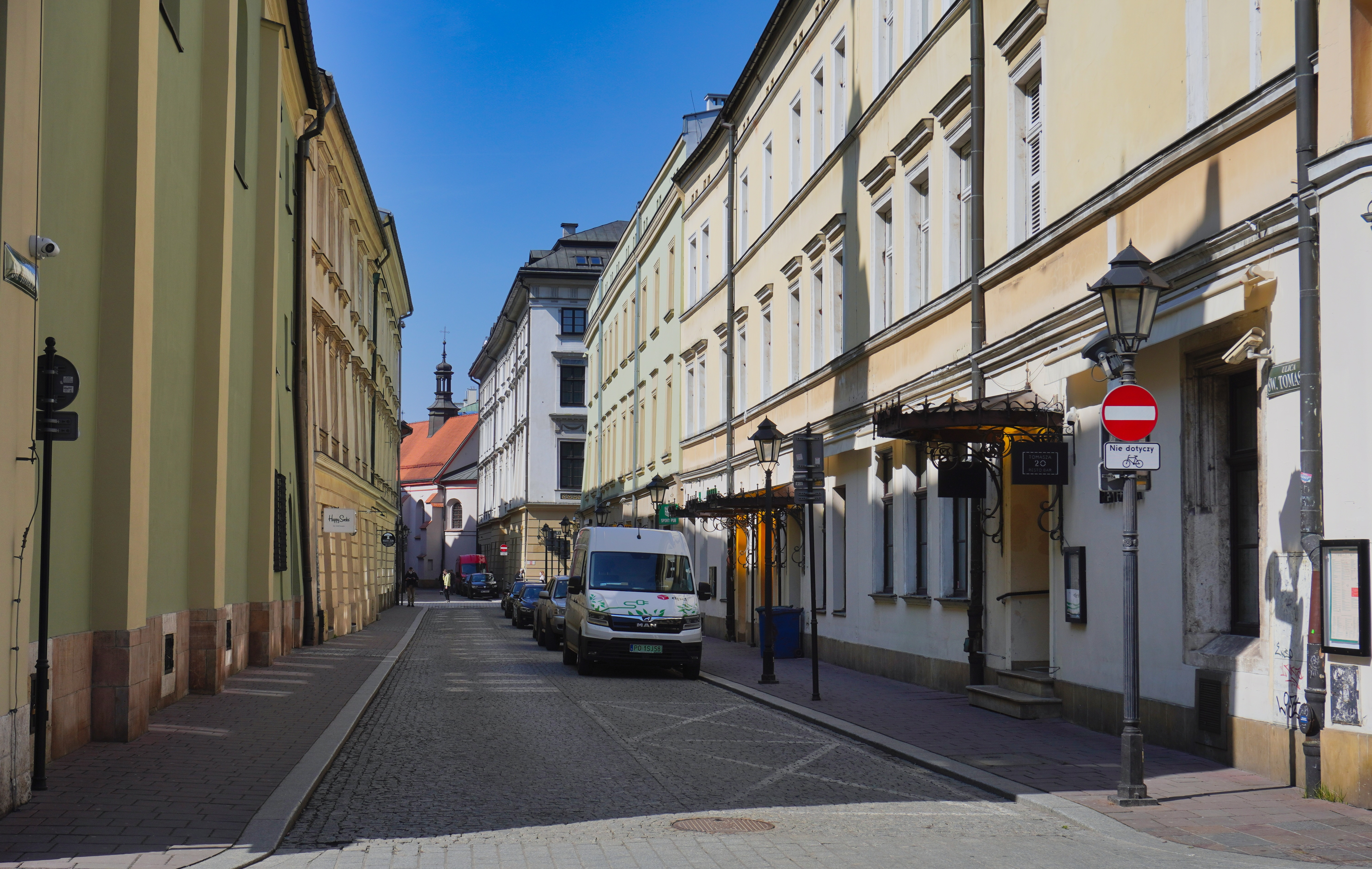
Widok ulicy od skrzyżowania z ul. Szpitalną na zachód
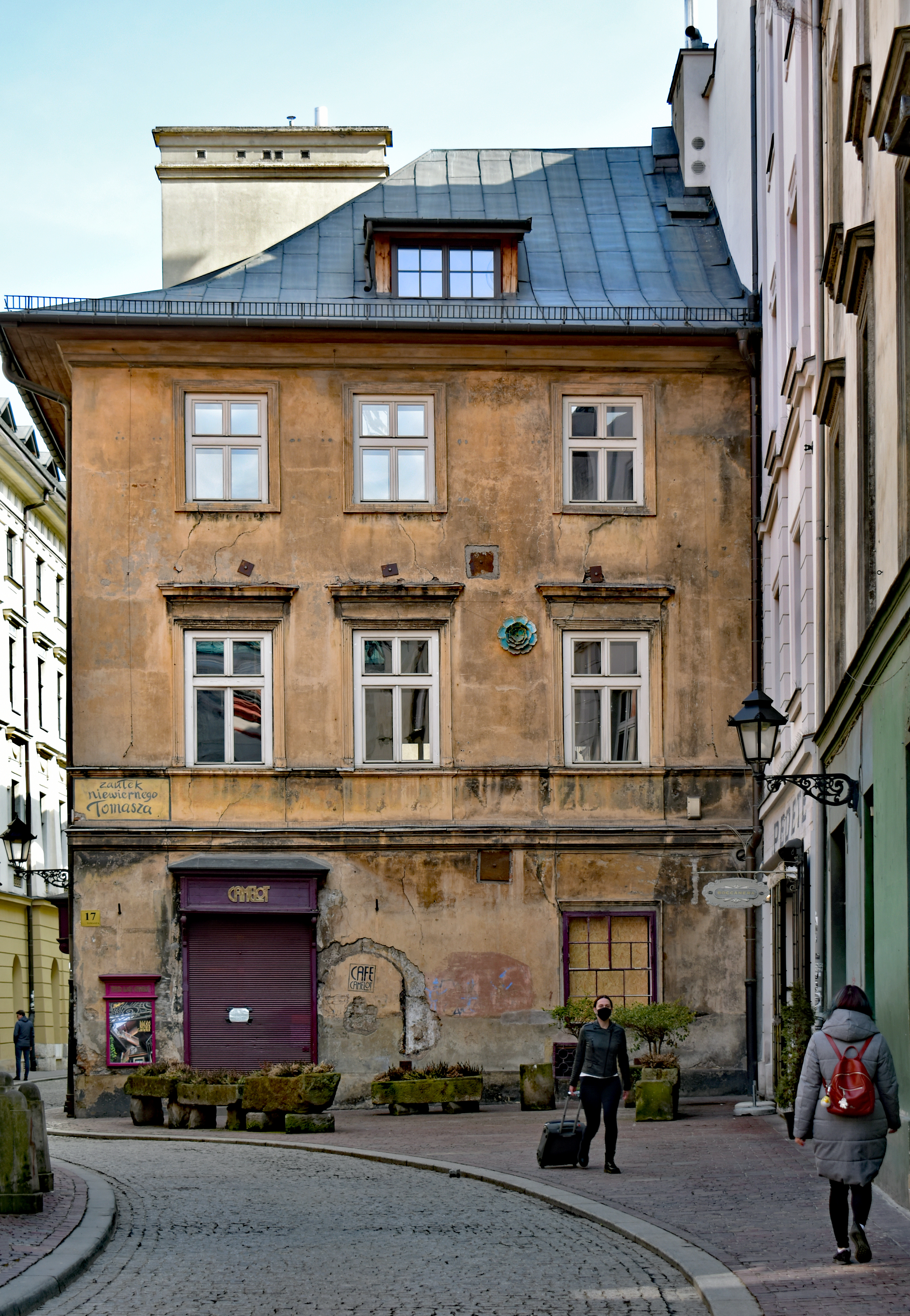
Skrzyżowanie z ul. św. Jana, zwane Zaułkiem Niewiernego Tomasza, w XIX wieku była to ul. Kącik
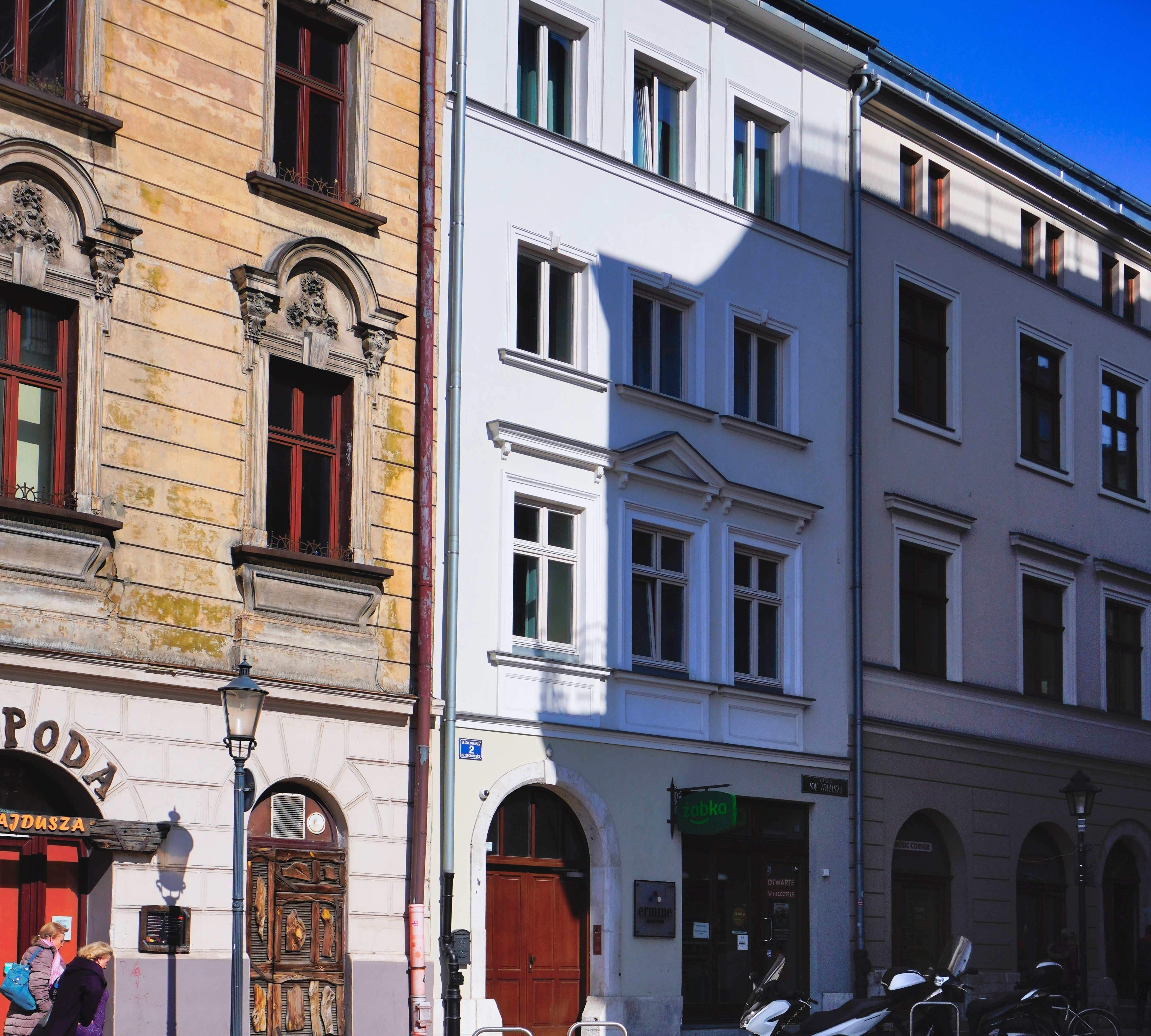
ul. św. Tomasza 2 Zabytkowa kamienica
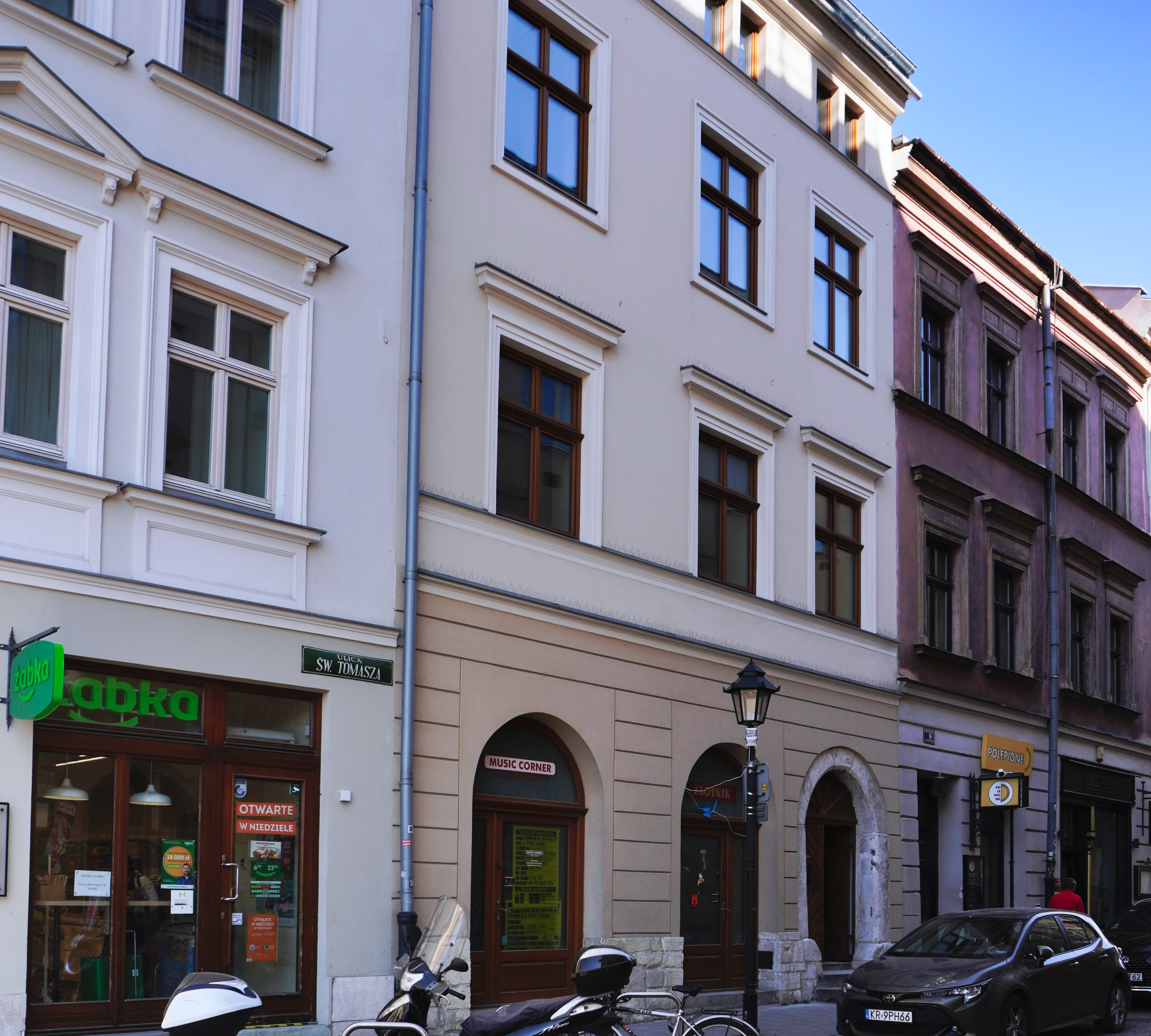
ul. św. Tomasza 4 Zabytkowa kamienica
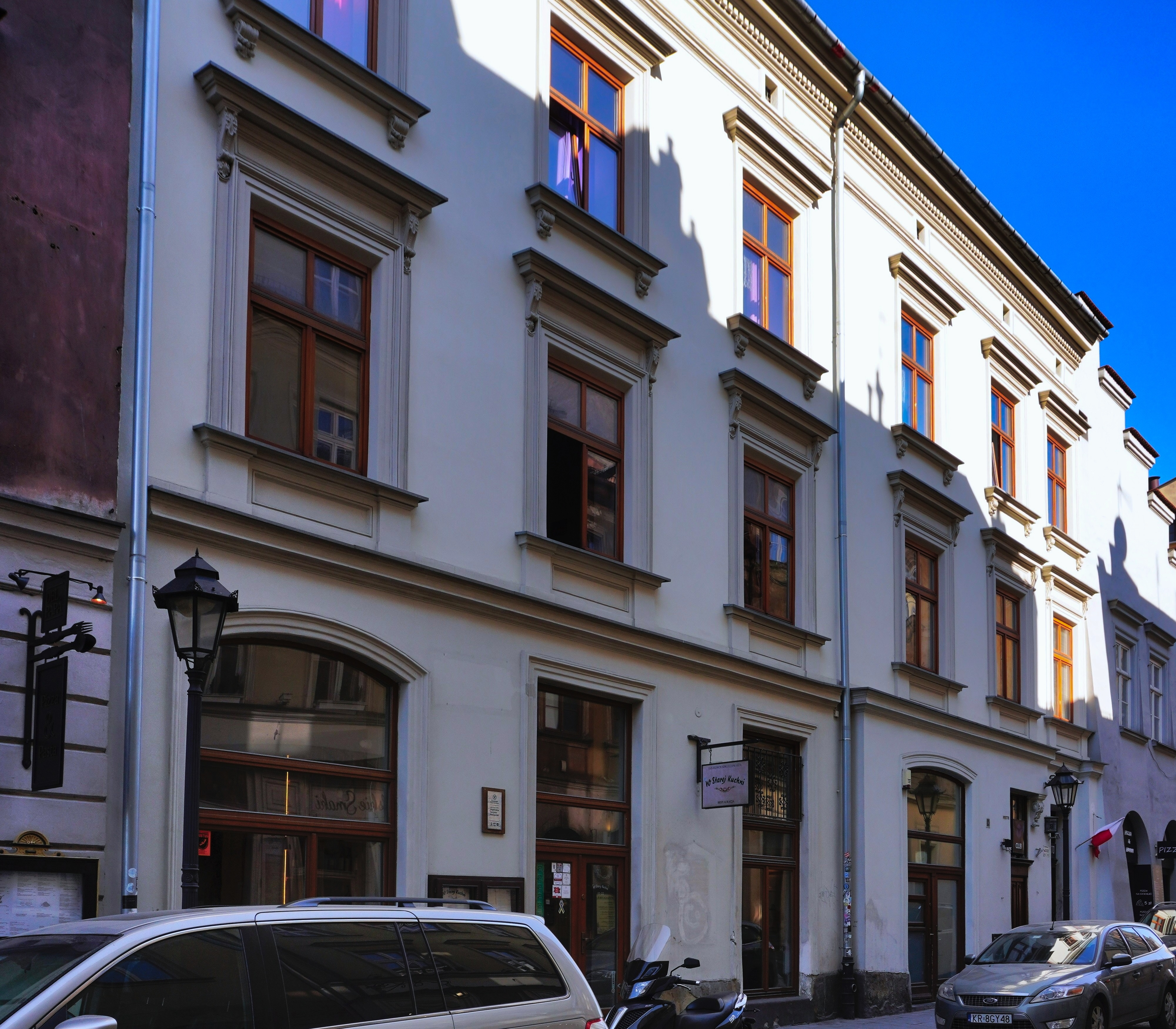
ul. św. Tomasza 8 Zabytkowa kamienica
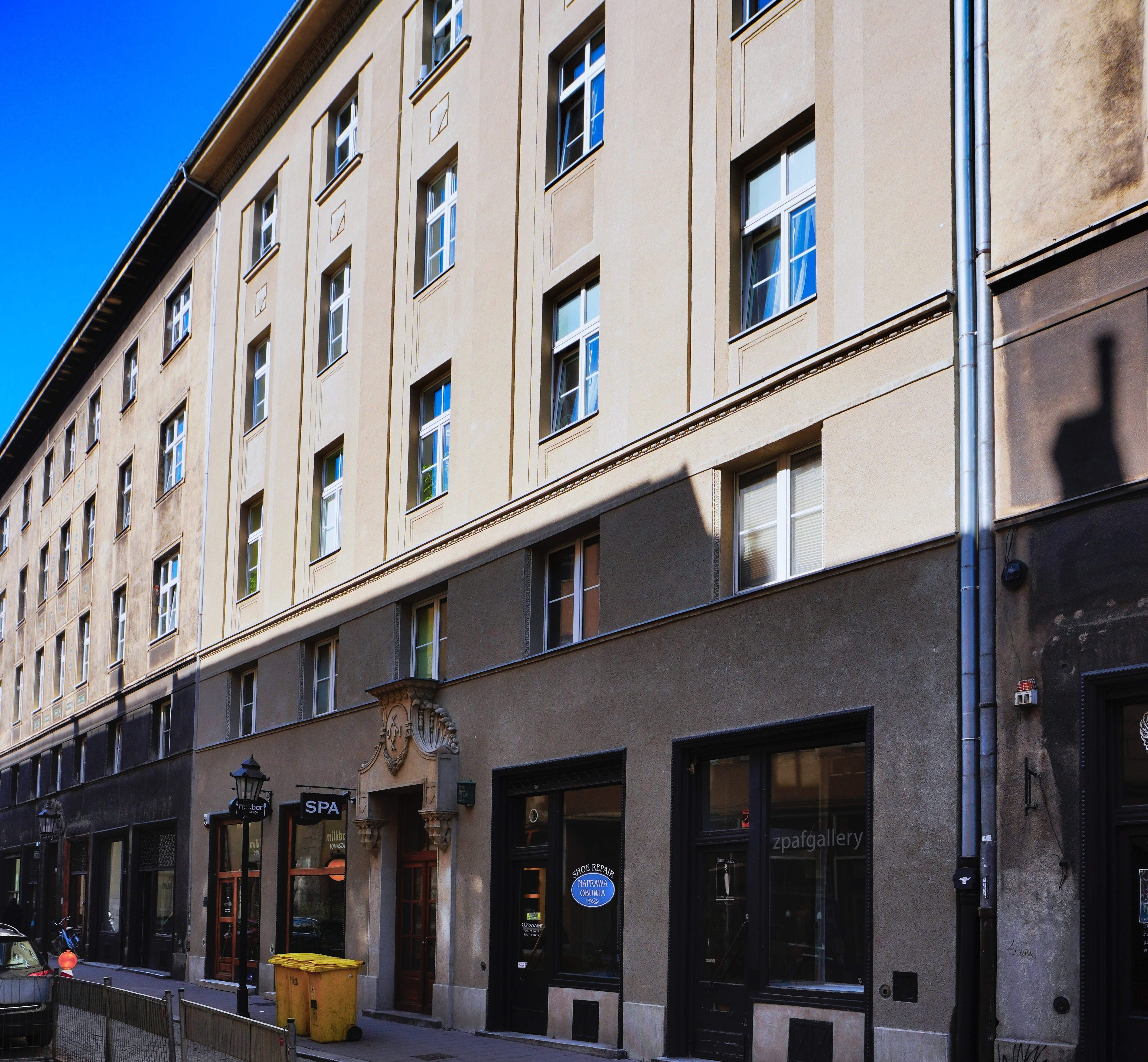
ul. św. Tomasza 24 Modernistyczna kamienica